# Vince Neil
Vince Neil (født 8. februar 1961 i Hollywood, Californien) var forsanger for bandet Mötley Crüe.